# 德列克·托馬斯

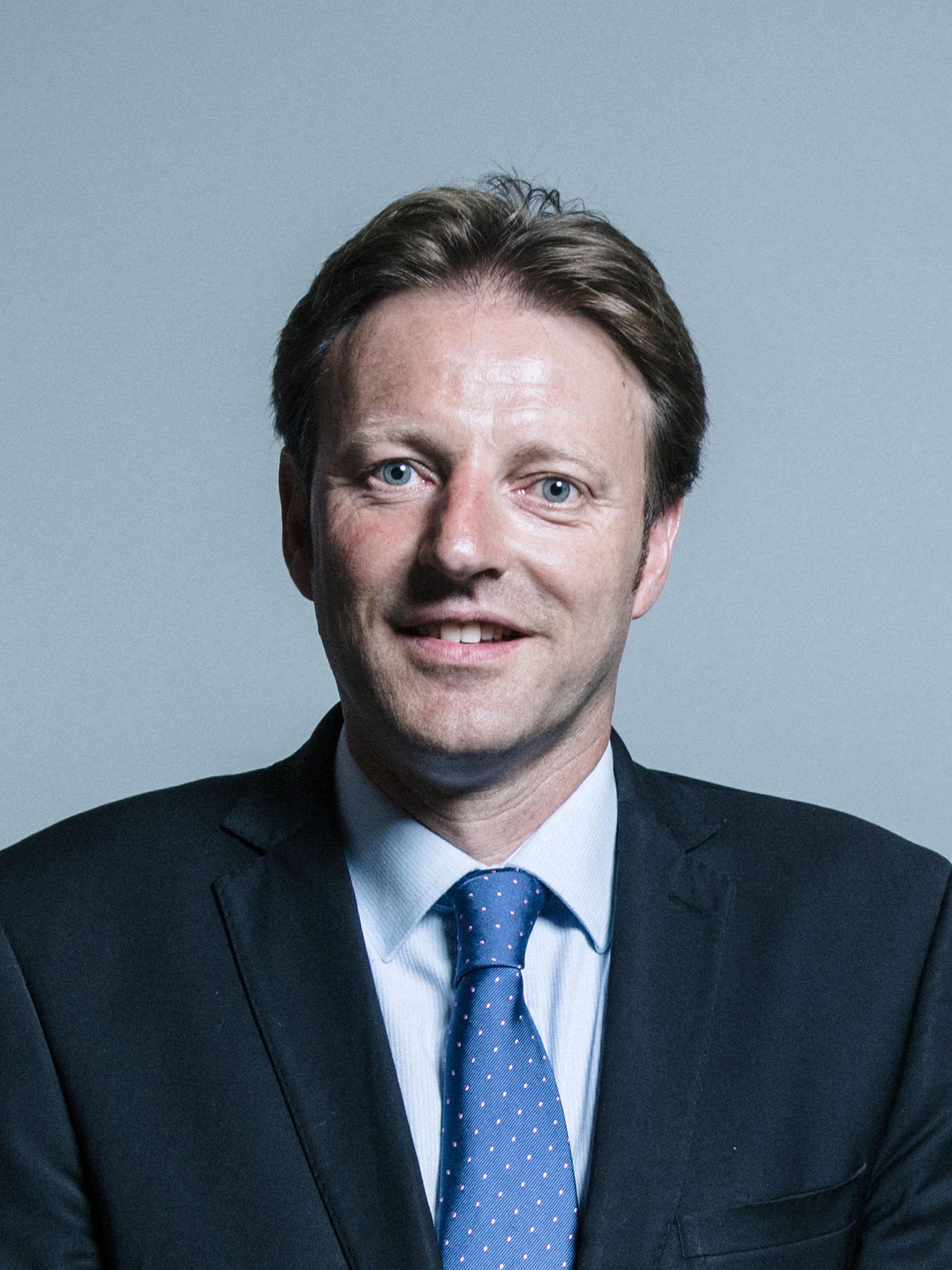

德列克·托馬斯（英語：Derek Thomas，1972年7月20日—）是一位英格蘭政治人物，他的黨籍是保守黨。自2015年開始，他擔任聖艾夫斯選區選出的英國下議院議員。